# Мак і я
«Мак і я» (англ. Mac and Me) — американський пригодницький фільм 1988 року.

## Сюжет
Мак — звичайна дитина з іншої планети і виглядає він зовсім не так, як мешканці Землі. Разом з батьками він прилітає на Землю, але потім губиться і знаходить притулок в будинку родини, де є двоє дітей. У новому лякаючому світі Мак може покладатися тільки на свої незвичайні здібності. Найкращим другом Мака стає хлопчик-інвалід, який допомагає йому адаптуватися в нових умовах і ховає його від ворогів.

## У ролях
| Актор                | Роль                   |
| -------------------- | ---------------------- |
| Крістін Еберсоул     | Джанет Круїз           |
| Джонатан Ворд        | Майкл Круїз            |
| Тіна Каспарі         | Кортні                 |
| Лорен Стенлі         | Деббі                  |
| Джейд Калегорі       | Ерік Круїз             |
| Вінні Торренте       | Мітфорд                |
| Мартін Вест          | Вікет                  |
| Іван Дж. Радо        | Циммерман              |
| Денні Куксі          | Джек-молодший          |
| Лора Вотербері       | Лінда                  |
| Джек Ейсман          | водій автомобіля       |
| Барбара Еллін Беннет | вчений                 |
| Річард Браво         | Mover 1                |
| Гері Брокетт         | доктор 2               |
| Шеррі Стоун Батлер   | дівчина                |
| Джозеф Чепмен        | доктор                 |
| Шейла Чемберс        | дівчина 2 в автомобіль |
| Еліс Коулмен         | дівчина 1 в автомобіль |
| Джон Куртін          | диспетчерська          |
| Ендрю Дівофф         | поліцейський 2         |
| Джордж «Бак» Флауер  | охорона                |
| Реймонд Форчіон      | поліцейський 1         |